# 岐阜県道477号長倉神岡線
岐阜県道477号長倉神岡線（ぎふけんどう477ごう ながくらかみおかせん）は、岐阜県高山市から同県飛騨市に至る一般県道である。

## 概要

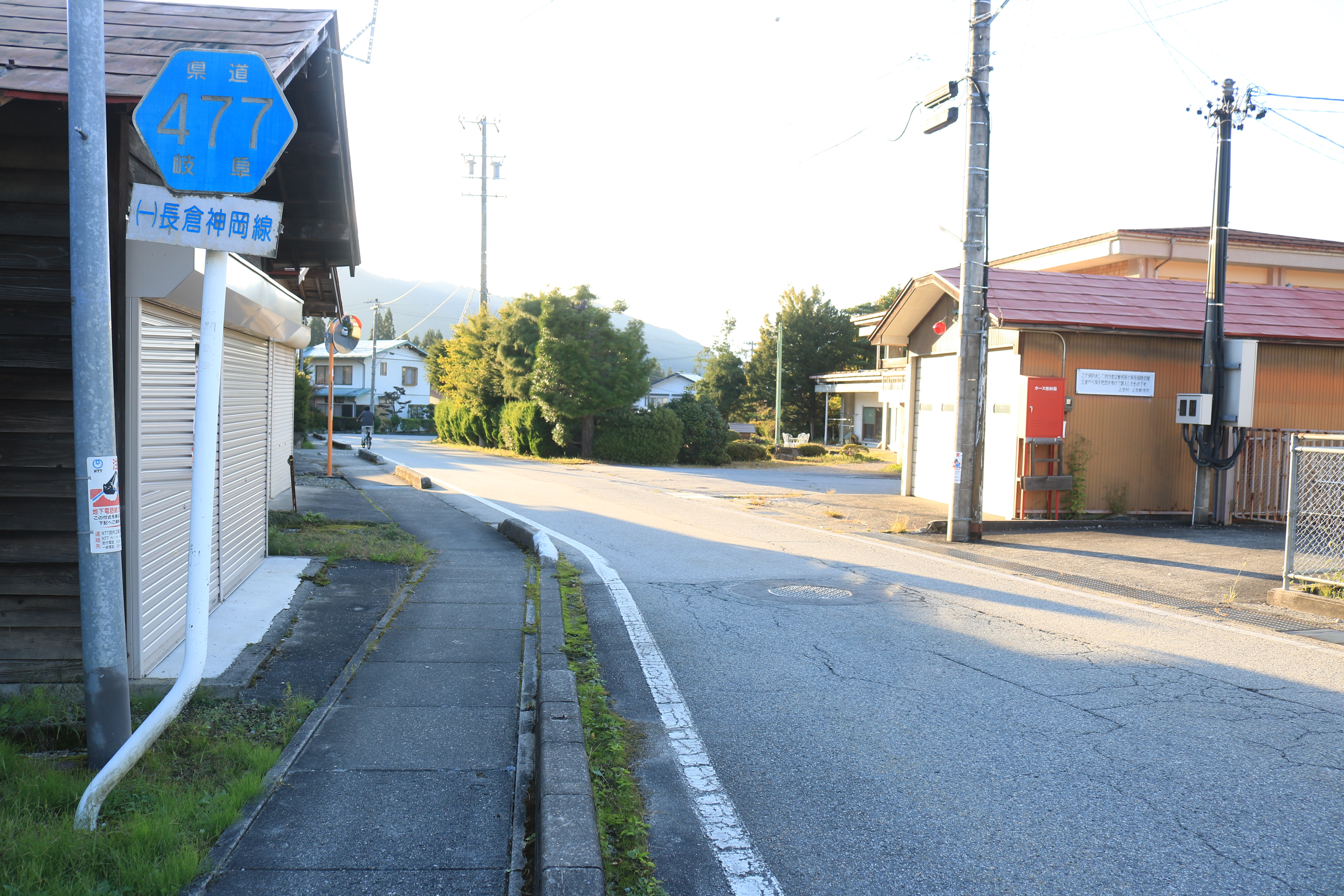
岐阜県道477号長倉神岡線、高山市上宝町本郷にて

### 路線データ
- 起点：岐阜県高山市上宝町長倉（国道471号交点・岐阜県道89号高山上宝線終点）
- 終点：岐阜県飛騨市神岡町東町（国道41号交点）

## 沿革
- 1977年（昭和52年）2月27日 ： 認定[1]

## 通過する自治体
- 岐阜県
  - 高山市
  - 飛騨市

## 接続する道路
- 国道471号（高山市上宝町長倉）
- 岐阜県道89号高山上宝線（高山市上宝町長倉 - 高山市上宝町新田で重複）

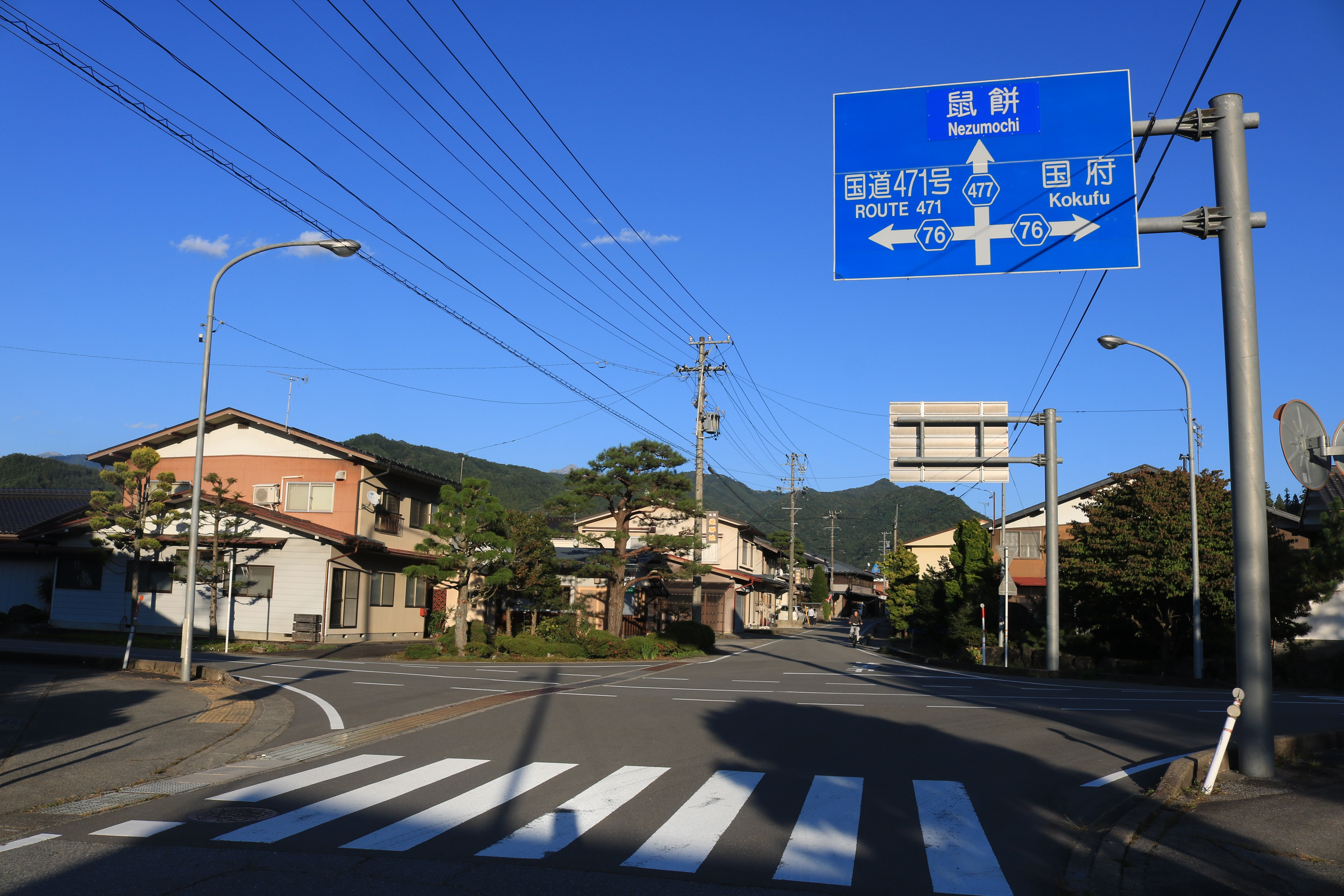
岐阜県道76号国府見座線との交差点、高山市上宝町本郷にて

- 岐阜県道76号国府見座線（高山市上宝町本郷）
- 岐阜県道484号打保神岡停車場線（飛騨市神岡町東雲 - 西里本町交差点で重複）
- 国道471号（飛騨市神岡町東町）

## 周辺
- 浅井田ダム（高原川）
- 跡津川断層
- 高山市役所 上宝支所
- 飛騨市立神岡中学校
- 飛騨市立神岡小学校
- 飛騨市役所 神岡振興事務所
- 神岡船津郵便局
- 飛騨市民病院
- スーパーカミオカンデ（旧・神岡鉱山）
- 神岡鉄道神岡線 奥飛騨温泉口駅・神岡大橋駅・飛騨神岡駅（2006年（平成18年）12月1日廃止）

濃飛バスの「旧奥飛騨温泉口駅」・「飛騨神岡駅」バス停に旧駅名が残っている。